# IC 5112
IC 5112 је појединачна звијезда у сазвјежђу Пегаз која се налази на листи објеката дубоког неба у Индекс каталогу.
Деклинација објекта је + 6° 46' 57" а ректасцензија 21h 29m 29,3s.